# 12835 Стропек
12835 Стропек (12835 Stropek) — астероїд головного поясу, відкритий 7 лютого 1997 року.
Тіссеранів параметр щодо Юпітера — 3,554.